# Црква Рођења Светог Јована на Жањицу
Црква Рођења Светог Јована на Жањицу (Ивањдан) на Луштици је из 19. вијека  и припада Митрополији црногорско-приморској.
Поред цркве су остаци истоименог храма, касноантичке базилике. Храм се налази на самој плажи. На источној страни храма је полукружна олтарска апсида са малим прозором. Још су два прозора, један на јужном и један на сјеверном зиду, а изнад улаза у цркву, на западном зиду, је звоно на преслицу. Између звона и врата је розета. Поред западних врата, постоје још једна, на јужном зиду. 2011. године на дан славе храма, митрополит Амфилохије Радовић доноси руку, за коју постоји црквено предање, да је од Јована Крститеља.

## Галерија
- Западни и јужни зид цркве, са двоја врата
- Иконостас
- Камен који се налази у храму и који су рониоци нашли у мору, у близини цркве. Прво су мислили да је то надгробна плоча, а касније је преовладало вјеровање да је то дио олтарске преграде (иконостаса) старије цркве, на истом мјесту